# Jakoslav Stanković
Jakoslav Stanković (10 aprile 2001) è un calciatore sloveno, attaccante del Bravo.

## Carriera

### Club
Cresciuto nelle giovanili della squadra slovena del Triglav.

## Statistiche

### Presenze e reti nei club
Statistiche aggiornate al 18 maggio 2025.
| Stagione            | Squadra             | Campionato          | Campionato | Campionato | Coppe nazionali | Coppe nazionali | Coppe nazionali | Coppe continentali | Coppe continentali | Coppe continentali | Altre coppe | Altre coppe | Altre coppe | Totale | Totale |
| Stagione            | Squadra             | Comp                | Pres       | Reti       | Comp            | Pres            | Reti            | Comp               | Pres               | Reti               | Comp        | Pres        | Reti        | Pres   | Reti   |
| ------------------- | ------------------- | ------------------- | ---------- | ---------- | --------------- | --------------- | --------------- | ------------------ | ------------------ | ------------------ | ----------- | ----------- | ----------- | ------ | ------ |
| 2020-2021           | Tabor Sežana        | 1. SNL              | 11         | 1          | CS              | 0               | 0               | -                  | -                  | -                  | -           | -           | -           | 11     | 1      |
| 2021-2022           | Tabor Sežana        | 1. SNL              | 18         | 0          | CS              | 1               | 0               | -                  | -                  | -                  | -           | -           | -           | 19     | 0      |
| 2022-2023           | Tabor Sežana        | 1. SNL              | 32         | 4          | CS              | 1               | 0               | -                  | -                  | -                  | -           | -           | -           | 33     | 4      |
| Totale Tabor Sežana | Totale Tabor Sežana | Totale Tabor Sežana | 61         | 5          |                 | 2               | 0               |                    | -                  | -                  |             | -           | -           | 63     | 5      |
| 2023-2024           | Bravo               | 1. SNL              | 35         | 4          | CS              | 0               | 0               | -                  | -                  | -                  | -           | -           | -           | 35     | 4      |
| 2024-2025           | Bravo               | 1. SNL              | 35         | 3          | CS              | 5               | 2               | UECL               | 4                  | 0                  | -           | -           | -           | 44     | 5      |
| 2025-2026           | Bravo               | 1. SNL              | 1          | 0          | CS              | 0               | 0               | UECL               | 0                  | 0                  | -           | -           | -           | 1      | 0      |
| Totale Bravo        | Totale Bravo        | Totale Bravo        | 71         | 7          |                 | 5               | 2               |                    | 4                  | 0                  |             | -           | -           | 80     | 9      |
| Totale carriera     | Totale carriera     | Totale carriera     | 132        | 12         |                 | 7               | 2               |                    | 4                  | 0                  |             | -           | -           | 143    | 14     |